# 诺夫哥罗德共和国
诺夫哥罗德大公国，后世又称作诺夫哥罗德共和国（俄语：Новгородская республика），苏联历史界称作“诺夫哥罗德大公国”，是12至15世纪以诺夫哥罗德为中心的城邦国家，位于今俄罗斯西北部。在最繁榮的時期，除了狹義的諾夫哥羅德土地外，還包括西起波羅的海，東至烏拉山脈，北起白海至上游的領土。

## 概述
诺夫哥罗德，今名大诺夫哥罗德，是诺夫哥罗德州首府，原为基辅罗斯的一部分。11世纪中期，基辅罗斯大公智者雅罗斯拉夫死后，诺夫哥罗德等城市就出现了摆脱基辅统治的分离趋势。此时，诺夫哥罗德并没有像罗斯的其他城市一样出现王公世袭统治，而是由上层贵族和商人集团控制的市民议会掌握最高权力。1136年，管辖诺夫哥罗德的弗谢沃洛德·姆斯季斯拉维奇公爵（基辅大公弗拉基米罗维奇之子）对苏兹达尔的战争失败，被诺夫哥罗德议会废黜，一般认为这是诺夫哥罗德共和国的开始。理论上讲，此后诺夫哥罗德的统治者仍是罗斯王公，但诺夫哥罗德市民议会通常有能力废黜王公，因此诺夫哥罗德并不是真正意义上的共和国。

## 莫斯科大公国的征服
15世紀下半葉，諾夫哥羅德組織了一群主張與立陶宛大公國結盟的博雅爾人。諾夫哥羅德政府邀請立陶宛基輔王子米哈伊爾·奧列爾科維奇的兒子統治，諾夫哥羅德神職人員拒絕服從莫斯科都主教。
莫斯科大公伊凡三世（1462-1505年在位）呼籲波雅爾、地主和神職人員懲罰諾夫哥羅德的統治者，因為他們背叛了羅斯和東正教信仰。作為一個聰明而靈巧的政治家，他不僅成功地動員了莫斯科，而且還動員了部分諾夫哥羅德人反對他們。
1471年，伊凡三世組織了一場針對諾夫哥羅德的戰役。經過一段時間的拖延，諾夫哥羅德設法組建了一支由多達4萬名戰士組成的民兵。主要戰役於7月14日在謝洛尼河發生，史称谢伦之战（Battle of Shelon）。儘管擁有八倍的兵力優勢，諾夫哥羅德人還是被莫斯科軍隊擊敗，損失一萬二千人。
諾夫哥羅德的平定伴隨著嚴厲残酷的鎮壓。史学家以令人毛骨悚然的細節记录了它們。首先，普通囚犯的鼻子、嘴唇和耳朵被割掉，並以這種形式釋放回家中，以向所有人展示那些敢於反抗莫斯科公国的人等待著他們的後果。被俘虜的總督被帶到廣場上，在砍下他們的頭之前，先把每個人的舌頭都扯下來，扔給飢餓的狗吃掉。
1471年9月1日，伊凡三世返回莫斯科。1477年，當諾夫哥羅德當局再次拒絕稱伊凡三世為他們的君主，並且他的幾名支持者在城裡被殺時，王子發起了第二次針對諾夫哥羅德的戰役。途中，特維爾軍隊加入了他的行列。
1477年12月初，諾夫哥羅德被徹底封鎖，1478年1月13日，諾夫哥羅德當局投降。伊凡三世取消了諾夫哥羅德共和國的自治政府，將其并入莫斯科大公国。根據他的命令，諾夫哥羅德自由的象徵－-舊鐘被帶到莫斯科，掛在聖母升天大教堂的鐘樓上。
諾夫哥羅德開始由莫斯科派出的總督統治，許多諾夫哥羅德貴族和商人被驅逐出這座城市，他們的土地被没收。德國宮廷關閉，外國商人被邀請帶著貨物來到莫斯科。廣闊的諾夫哥羅德土地成為莫斯科公國的一部分。

## 政治结构
市民议会（俄语：вече），俄语音译为“谓彻”，是诺夫哥罗德共和国的最高权力机构，有权宣战与议和、批准法律。诺夫哥罗德行政长官、千人长均由市民议会选出。从1156年开始，诺夫哥罗德大主教也由市民议会选举。诺夫哥罗德政府实际上为贵族集团的“豪绅会”。军事长官则由市民议会聘请的封建王公担任。

## 经贸
诺夫哥罗德共和国独立后，不断向北方和东方拓展势力范围。其鼎盛时期，北至白海，西至今俄罗斯与爱沙尼亚边界一带，南至伊尔门湖一带，东至乌拉尔山脉。
該地區的自然條件十分惡劣：冬季寒冷、夏季短暫多雨，不利於農業發展糧食必須從鄰近的弗拉基米爾-蘇茲達爾公國運來。诺夫哥罗德的粮食供应依赖于其南方的俄罗斯其他产粮地区，如莫斯科和特维尔。莫斯科大公以此来加强对诺夫哥罗德的控制。
諾夫哥羅德人本身從事狩獵、捕魚、動物飼養、養蜂、手工藝和貿易。諾夫哥羅德工匠的產品在羅斯全國乃至國外都很受歡迎。熟練的陶工和鐵匠是非常出名，甚至遙遠的基輔也邀請諾夫哥羅德的工匠來工作。
诺夫哥罗德的商业和手工业较为发达，是汉萨同盟最东部的贸易伙伴，並作為北歐國家與拜占庭、德意志土地和阿拉伯東部地區之間的中介。通过“连水陆路”的地理优势，诺夫哥罗德向西欧出口罗斯地区出产的毛皮、鱼油、海象牙、独角兽的角（由一角鲸的长牙冒充）、蜂蜡、大麻，然后进口金属制品、酒和珠宝等商品。

## 诺夫哥罗德公國执政者
- 诺夫哥罗德统治者列表